# Atholus peloponnesus
Atholus peloponnesus är en skalbaggsart som beskrevs av Kapler 1992. Atholus peloponnesus ingår i släktet Atholus och familjen stumpbaggar. Inga underarter finns listade i Catalogue of Life.